# Paralcis auropurpurea
Paralcis auropurpurea là một loài bướm đêm trong họ Geometridae.